# Catesbaea parvifolia
Catesbaea parvifolia är en måreväxtart som beskrevs av Dc.. Catesbaea parvifolia ingår i släktet Catesbaea och familjen måreväxter. Inga underarter finns listade i Catalogue of Life.